# Jimmy Kimmel Live!
Jimmy Kimmel Live! je americká pozdně večerní talk show, jejímž autorem a moderátorem je Jimmy Kimmel, vysílaná na kanále ABC. Hodinu dlouhá show byla poprvé uvedena 26. ledna 2003 jako program následující bezprostředně po přímém přenosu z 27. ročníku Super Bowlu. Jimmy Kimmel Live! je produkována společností Jackhole Productions ve spolupráci s ABC Studios. V roce 2017, kdy uběhlo 14 let od prvního přenosu, jde o nejdéle nepřetržitě vysílanou show v historii ABC.
Prvních deset let začínal přenos vždy o půlnoci nebo pět minut po ní, v lednu 2013 se však vysílací čas přesunul již na 23:35 EST, aby show lépe konkurovala pořadům The Tonight Show with Jay Leno (NBC) a Late Show with David Letterman (CBS) stejného typu na konkurenčních televizích. Poté, co z branže odešli postupně Jay Leno (únor 2014), David Letterman (květen 2015) a Jon Stewart (srpen 2015) se Kimmelova show stala čtvrtou nejdéle stále vysílanou talkshow po pořadech Conana O'Briena, Billa Mahera a Carsona Dalye.
Přestože se pořad jmenuje Jimmy Kimmel Live!, v překladu Jimmy Kimmel živě, nebývá až na výjimky vysílána jako přímý přenos, nýbrž se natáčí v 16 hodin pacifického času v den vysílání. Zmíněné výjimky představují speciály vysílané v rámci nějaké velké události, například bezprostředně po slavnostním předávání Oscarů, či speciální půlhodinové epizody dávané pod názvem Jimmy Kimmel Game Night jako předzápasový program před utkáními finálové série NBA (každý rok v červnu bývá odvysíláno 4 až 7 těchto epizod v závislosti na výsledcích basketbalového finále).
Do roku 2009 byla premiérová show vysílána pětkrát do týdne, každý všední den. Mezi lety 2009 a 2012 byla vždy v pátek vysílána repríza některé předchozí epizody toho týdne. Od ledna 2013 býval namísto páteční show uveden sestřih nejlepších scén toho týdne pod názvem Jimmy Kimmel Live! This Week, nicméně tento koncept byl posléze zavržen a společnost se vrátila k modelu pátečních repríz.